# Lilly Gardeby
Lilly Margrete Gardeby, född 1927 i Hornbæk i Danmark, död 2004 i Växjö, var en dansk-svensk new age-inriktad massör, som efter kontakt med den brittiske helaren Harry Edwards kom att kalla sig helbrägdagörare. 
Hon bosatte sig i Vingåker där hon tillsammans med sin man, Ingemar Gardeby, förvandlade sitt hem till ett kollektiv. År 1983 bildades World Light Center WLC som utvecklades till en sekt vars namn inspirerats av den avsomnade rörelsen Divine Light Mission (DLM). Sekten fick flera tidigare DLM-anhängare att ansluta sig. Läran var en blandning av kristendom, österländska religioner, indianmystik, samt inslag av utomjordiska fenomen.  
För WLCs medlemmar var Gardeby, kallad Mor Lilly, en dominant härskare som fått uppenbarelser att hon var Jesu mor, jungfru Maria. Mor Lilly var en sträng och manipulativ ledare, särskilt sträng mot sektens barn. Alla medlemmar tvingades byta för- och efternamn. Hon krävde full kontroll över sina undersåtars liv och deras tankar, vilka hon ansåg sig kunna läsa. Men Gardeby ansågs också ha en sällsynt förmåga att fånga människor behov och deras inre konflikter.
1991 fick Lilly Gardeby en uppenbarelse om en nära förestående flytt för WLC. Efter några uppslitande konflikter flyttade en handfull medlemmar, vuxna och barn, med henne till en kursgård i småländska Konga. 1993 beslöt Tingsryds kommun att alla minderåriga barn skulle tvångsomhändertas, då de utsatts för psykisk bestraffning och kränkande behandling av Lilly Gardeby. Två av barnen placerades på behandlingshem tillsammans med modern och ett av barnen placerades på en barn- och ungdomspsykiatrisk klinik. Något år senare upplöstes World Light Center och dess medlemmar flyttade från orten.
Peter Pohls roman Sekten bygger på händelser i World Light Center.